# Olalhas
 (août 2019).
Olalhas est une freguesia portugaise située dans le district de Santarém.
Avec une superficie de 34,59 km2 et une population de 1 581 habitants (2001), la paroisse possède une densité de 45,7 hab/km2.